# 피그 (2021년 영화)
"피그"(영어: Pig)는 2021년 공개된 미국의 드라마 영화이다.

## 출연

### 주연
- 니콜라스 케이지 - 로빈 "롭" 필드 역
- 알렉스 울프 - 아미르 역
- 애덤 아킨 - 대리어스 역

### 조연
- 니나 벨포트 - 샬롯 역
- 데일른 영 - 제저벨 역